# دان ألين
دان ألين (بالإنجليزية: Dan Allen)‏ هو لاعب كرة قدم أمريكية أمريكي، ولد في 1956، وتوفي في 16 مايو 2004.